# Neue Bukowinaer Lokalbahn-Gesellschaft
Neue Bukowinaer Lokalbahn-Gesellschaft (NBLG) (în română Noua companie de căi ferate locale ale Bucovinei) a fost o companie feroviară locală din Ducatul Bucovinei (aflat în Imperiul Austro-Ungar).
Ea a semnat primele contracte de concesiune la 25 septembrie 1895, a fost fondată în anul 1897 și a administrat unele căi ferate secundare, precum și căi ferate cu ecartament îngust (760 mm) din Bucovina.
Sub administrarea sa s-au aflat următoarele rute:
- Calea ferată secundară Adâncata–Siret (pusă în funcțiune la 1 ianuarie 1897, cu o lungime de 18,265 km)
- Calea ferată secundară Ițcani-Suceava (pusă în funcțiune la 1 ianuarie 1897, cu o lungime de 4,851 km)
- Calea ferată secundară Rădăuți-Brodina (pusă în funcțiune la 7 iulie 1898, cu o lungime de 41,371 km)
  - Calea ferată industrială Gura Putnei–Putna (cu o lungime de 5,456 km)
- Calea ferată secundară Nepolocăuți–Vijnița (pusă în funcțiune la 7 iulie 1898, cu o lungime de 43,914 km)
- Calea ferată secundară Zalișcikî–Lujeni (cuplată la Calea ferată secundară Zalișcikî–Ciortkiv a companiei Ostgalizische Lokalbahnen (Căile ferate secundare ale Galiției de Est); pusă în funcțiune la 12 iulie 1898, cu o lungime de 43,541 km)
- Calea ferată secundară Dornești–Rădăuți (pusă în funcțiune la 17 noiembrie 1889, cu o lungime de 8,140 km) - a fost cumpărată la 1 iulie 1898 de la Bukowinaer Lokalbahnen
- Calea ferată secundară Vrânceni–Ocna (cu o lungime de 23,246 km)
  - Tronsonul Vrânceni–Iurcăuți (pus în funcțiune la 17 octombrie 1909)
  - Tronsonul Iurcăuți–Ocna (pus în funcțiune la 1 ianuarie 1910)
- Calea ferată industrială Siret–Sinăuții de Jos (pusă în funcțiune la 27 iunie 1911, cu o lungime de 5,735 km)
- Calea ferată cu ecartament îngust Brodina–Seletin (cu o lungime de 20,951 km)
  - Tronsonul Brodina–Nisipitu (pus în funcțiune la 10 august 1912)
  - Tronsonul Nisipitu–Seletin (pus în funcțiune la 26 octombrie 1913)

Primele cinci trasee au fost acordate în primul contract de concesiune, Calea ferată secundară Werenczanka-Okna a fost concesionată la 19 februarie 1907 și din nou la 9 ianuarie 1909.
Deși compania nu avea nici un mijloc de transport propriu, ea a administrat o rețea feroviară a Căilor ferate austriece de stat (kkStB).
NBLG a funcționat chiar până la sfârșitul Primului Război Mondial (1918-1919), fiind apoi dizolvată, iar liniile de cale ferată au fost preluate de Căile Ferate Române (compania feroviară română de stat), deoarece Bucovina a devenit atunci parte a României Mari.